# Koizumi Keiji
Koizumi Keiji (小泉 圭二 Koizumi Keiji, sinh ngày 28 tháng 7 năm 1976) là một cựu cầu thủ bóng đá người Nhật Bản.

## Thống kê câu lạc bộ
| Thành tích câu lạc bộ | Thành tích câu lạc bộ | Thành tích câu lạc bộ | Giải vô địch | Giải vô địch | Cúp                   | Cúp                   | Cúp Liên đoàn | Cúp Liên đoàn | Tổng cộng | Tổng cộng |
| Mùa giải              | Câu lạc bộ            | Giải vô địch          | Số trận      | Bàn thắng    | Số trận               | Bàn thắng             | Số trận       | Bàn thắng     | Số trận   | Bàn thắng |
| Nhật Bản              | Nhật Bản              | Nhật Bản              | Giải vô địch | Giải vô địch | Cúp Hoàng đế Nhật Bản | Cúp Hoàng đế Nhật Bản | J.League Cup  | J.League Cup  | Tổng cộng | Tổng cộng |
| --------------------- | --------------------- | --------------------- | ------------ | ------------ | --------------------- | --------------------- | ------------- | ------------- | --------- | --------- |
| 1999                  | Ventforet Kofu        | J2 League             | 1            | 0            |                       |                       |               |               | 1         | 0         |
| Quốc gia              | Nhật Bản              | Nhật Bản              | 1            | 0            | 0                     | 0                     | 0             | 0             | 1         | 0         |
| Tổng                  | Tổng                  | Tổng                  | 1            | 0            | 0                     | 0                     | 0             | 0             | 1         | 0         |